# Porto di Sorrento
Il porto di Sorrento è uno degli scali marittimi più importanti della Campania soprattutto per il suo ruolo nel traffico passeggeri.

## Ubicazione
Il porto è ubicato in una piccola insenatura della penisola sorrentina, sotto il costone sul quale sorge la città di Sorrento. La zona dove attualmente sorge il porto turistico si chiama Marina Piccola ed è collegato alla città tramite un servizio di autobus.

## Strutture e Servizi
Il porto di Sorrento dispone di una banchina che racchiude una piccola darsena dove all'interno si trovano le piccole barche da pesca e da turismo: inoltre su questa banchina, sia all'interno, sia all'esterno, verso il mare aperto, partono e arrivano numerosi Mezzi Veloci HSC per i collegamenti con le isole del golfo di Napoli. Infatti dal porto di Sorrento partono il maggior numero di Mezzi veloci e traghetti per l'isola di Capri, oltre che ad un discreto numero di collegamenti per Ischia, Positano e Amalfi. A Sorrento fermano anche numerose navi da crociera: solitamente queste attraccano al di fuori del porto e tramite un servizio di scialuppe i turisti vengono trasbordati sulla terraferma.
Essendo il porto di piccole dimensioni non viene effettuato traffico merci: gli unici scambi commerciali sono i prodotti di rifornimento, soprattutto generi alimentari, per Capri.